# Jeroen Brouwers (schrijft een boek)
Jeroen Brouwers (schrijft een boek) is een Nederlandstalige single uit 1992 van de Belgische band De Mens als eerbetoon aan Jeroen Brouwers.
Het tweede nummer op deze single is Vrijheid die niet eenzaam is.
Het liedje verscheen ook op hun titelloze debuutalbum uit 1992.

## Meewerkende artiesten
- Paul Despiegelaere (producer)
- Franky Saenen (drums)
- Frank Vander linden (gitaar, zang)
- Jeroen Ravesloot (klavier)
- Michel De Coster (basgitaar, zang)
- Paul Despiegelaere (achtergrondzang)